# Ostreobium
Ostreobium, rod zelenih algi smješten u vlastitu porodicu Ostreobiaceae i jedina u podredu Ostreobineae, dio reda Bryopsidales. Postoje tri priznate vrste, sve su morske.

## Vrste
1. Ostreobium brabantium Weber Bosse
2. Ostreobium constrictum K.J.Lukas
3. Ostreobium quekettii Bornet & Flahault